# ぼくたちの失敗 森田童子ベストコレクション (2003年のアルバム)
『ぼくたちの失敗 森田童子ベストコレクション 』は、森田童子のベスト・アルバム。2003年03月05日に東芝EMI （現：ユニバーサルミュージック合同会社内EMIレコーズ・ジャパンレーベル）よりコピーコントロールCDで発売された。

## 概要
- 2003年にTBSドラマ「高校教師」が放送された際に再度、森田童子の楽曲が使用されたため、主題歌「ぼくたちの失敗」を中心に選曲したベスト・アルバム。
- 帯にコンプリートベスト盤とクレジットされているが、ライブ盤「東京カテドラル聖マリア大聖堂録音盤」、ラストとなるオリジナル盤「狼少年 wolf boy」からは1曲もセレクトされていない。
- 1993年発売の「ぼくたちの失敗 森田童子ベスト・コレクション」とは収録内容及びジャケットが違う全く別のベスト・アルバムになっている。
- 『ひとり遊び』は、活動停止以降初となる公式録音であり、森田童子の生前最後の音楽作品となった。

## 収録曲
| 全作詞・作曲: 森田童子。 |                                      |           |            |          |      |
| #                        | タイトル                             | 作詞      | 作曲・編曲 | 編曲     | 時間 |
| 1.                       | 「ぼくたちの失敗」                   | 森田童子  | 森田童子   | 石川鷹彦 | 3:24 |
| 2.                       | 「雨のクロール」                     | 森田童子  | 森田童子   | 木森敏之 | 2:00 |
| 3.                       | 「淋しい雲」                         | 森田童子  | 森田童子   | 木森敏之 | 3:24 |
| 4.                       | 「ぼくと観光バスに乗ってみませんか」 | 森田童子  | 森田童子   | 石川鷹彦 | 3:15 |
| 5.                       | 「君と淋しい風になる」               | 森田童子  | 森田童子   | 石川鷹彦 | 2:47 |
| 6.                       | 「ふるえているネ」                   | 森田童子  | 森田童子   | 木田高介 | 4:26 |
| 7.                       | 「ぼくが君の思い出になってあげよう」 | 森田童子  | 森田童子   | 木田高介 | 3:36 |
| 8.                       | 「G線上にひとり」                    | 森田童子  | 森田童子   | 若草恵   | 3:37 |
| 9.                       | 「赤いダウンパーカーぼくのともだち」 | 森田童子  | 森田童子   | 千代正行 | 3:34 |
| 10.                      | 「みんな夢でありました」             | 森田童子  | 森田童子   | 千代正行 | 3:22 |
| 11.                      | 「たとえば ぼくが死んだら」          | 森田童子  | 森田童子   | 千代正行 | 3:04 |
| 12.                      | 「ラスト・ワルツ」                   | 森田童子  | 森田童子   | 千代正行 | 3:29 |
| 13.                      | 「蒸留反応」                         | 森田童子  | 森田童子   | 千代正行 | 5:52 |
| 14.                      | 「ぼくは16角形」                     | 森田童子  | 森田童子   | 比呂公一 | 3:30 |
| 15.                      | 「孤立無援の唄」                     | 森田童子  | 森田童子   | 千代正行 | 5:45 |
| 16.                      | 「ひとり遊び」                       | 森田童子  | 森田童子   | 森田童子 | 4:25 |
| 合計時間:                | 合計時間:                            | 合計時間: | 59:30      |          |      |

### 楽曲解説
1. ぼくたちの失敗
2. 雨のクロール
3. 淋しい雲
4. ぼくと観光バスに乗ってみませんか
5. 君と淋しい風になる
6. ふるえているネ
※オリジナルにある曲終盤SEはカットされている。
7. ぼくが君の思い出になってあげよう
8. G線上にひとり
9. 赤いダウンパーカーぼくのともだち
10. みんな夢でありました
11. たとえば ぼくが死んだら
※オリジナルとは別ミックス（1993年発売のシングル及びベスト・アルバムと同ミックス）
12. ラスト・ワルツ
※オリジナルにある曲終盤SEはカットされている。
13. 蒸留反応
14. ぼくは16角形
15. 孤立無援の唄
16. ひとり遊び
※1980年のアルバム「ラスト・ワルツ」収録の「海が死んでもいいョって鳴いている」の新録音。ラスト・アルバム『狼少年 wolf boy』以来、約20年振りの録音となっている。

- Tr.02、03 - アルバム「グッド・バイ」収録。
- Tr.01、04 - アルバム「マザー・スカイ」収録。
- Tr.05～08 - アルバム「ア・ボーイ」収録。
- Tr.09～12 - アルバム「ラスト・ワルツ」収録。
- Tr.13～15 - アルバム「夜想曲」収録。

## クレジット
- カバーイラスト：宇野亜喜良
- 写真：ヒルタ有一（蛭田有一）（アルバム「狼少年 wolf boy」クレジットより）

## 発売形態
| 形態   | 発売日         | 品番       | 発売元                    | 備考 |
| ------ | -------------- | ---------- | ------------------------- | --- |
| CCCD   | 2003年3月5日   | TOCT-24979 | EMIミュージック・ジャパン | |
| SHM-CD | 2016年07月20日 | UPCY-7162  | ユニバーサルミュージック  | 【CD再発】2016年リマスタリング。ジャケットがオリジナルでは銀地であったが白地に変更。初のSHM-CD仕様。                                         |
| CD     | 2018年10月31日 | UPCY-9849  | ユニバーサルミュージック  | 【CD再発】2016年リマスタリング。紙ジャケット仕様。ジャケット・白地。                                                                         |
| SACD   | 2022年11月16日 | UPGY-6020  | ユニバーサルミュージック  | 【CD再発】初のSACD仕様。2022年DSDマスター。ユニバーサル・ミュージックのSACDベスト・オブ・ベストシリーズの1枚として再発売。ジャケット・白地。 |